# Kanjamalai
Kanjamalai är en kulle i Indien.   Den ligger i distriktet Salem och delstaten Tamil Nadu, i den södra delen av landet, 1 900 km söder om huvudstaden New Delhi. Toppen på Kanjamalai är 964 meter över havet, eller 679 meter över den omgivande terrängen. Bredden vid basen är 9,9 km.
Terrängen runt Kanjamalai är platt åt nordväst, men åt sydost är den kuperad. Runt Kanjamalai är det mycket tätbefolkat, med 2 103 invånare per kvadratkilometer. Närmaste större samhälle är Salem, 11,5 km öster om Kanjamalai. Omgivningarna runt Kanjamalai är en mosaik av jordbruksmark och naturlig växtlighet.